# Mausoleum am Spreeken
Das Mausoleum am Spreeken in der niedersächsischen Gemeinde Schwanewede stammt vom Anfang des 19. Jahrhunderts. 
Das Gebäude steht unter Denkmalschutz (siehe auch Liste der Baudenkmale in Schwanewede).

## Geschichte und Beschreibung
Das Mausoleum am Spreeken war ein Erbbegräbnis der Familie von der Wisch und von Griesbach. Errichtet wurde es um 1800 in einem kleinen Buchenwald südwestlich des Neuen Friedhofs am Spreeken. Nach dem Tod des einzigen Sohnes der Witwe Agnes Beate von Schwanewede im Duell, vermachte diese ihren Besitz 1769 Caspar Heinrich von der Wisch, einem Verwandten, und verfügte testamentarisch den Bau des Mausoleums. Zuvor waren die Familienangehörigen von Schwanewede fast alle in einer Gruft in der Kirche bestattet worden. Eine Tochter der von der Wischs lernte 1816 William von Griesbach auf dem Freimarkt kennen und so sind hier die Namen beider Familien genannt.
Das kleine Bauwerk aus Backstein mit ziegelgedecktem Satteldach wird flankiert von zwei gleichmäßigen Stufengiebeln mit seitlichen einfachen Backsteinfialen sowie mit zwei spitzbogigen Durchgängen in der Ostfassade, darüber mittig ein Medaillon mit einer Inschrift.